# 11 de juny
L'11 de juny és el cent seixanta-dosè dia de l'any del calendari gregorià i el cent seixanta-tresè en els anys de traspàs. Queden 203 dies per a finalitzar l'any.

## Esdeveniments
Països Catalans
- 1795 - Pontós (Alt Empordà): L'exèrcit espanyol guanya la batalla de Pontós contra el francès.
- 1922 - Barcelonaː Primera edició de la cursa automobilística «Pujada a l'Arrabassada».[1]

Resta del món
- 1183/84 aC: captura de Troia per part dels grecs, segons els càlculs d'Eratòstenes.[2]
- 786 - Fakhkh, Aràbia: Es lliura una batalla en la qual els abbàssides derroten els alides.
- 1580 - Argentina: Segona fundació de Buenos Aires.[3]
- 1873 - Espanya: Francesc Pi Margall és nomenat president del govern d'Espanya de la Primera República Espanyola.
- 1955 - Le Mans, França: Un accident provoca més de 80 morts a les 24 hores de Le Mans.
- 2006 - París, França: Rafael Nadal guanya el seu segon Roland Garros.
- 2014: Taxistes d'arreu del món es manifesten en contra de l'aplicació Uber

## Naixements
Països Catalans
- 1838 - Reus, Baix Camp: Marià Fortuny, pintor català. (m. 1874).[4]
- 1903, Barcelona: Vicenç Piera i Pañella, futbolista del FC Barcelona.
- 1914 - Tauste (Aragó): Gregorio López Raimundo, polític d'esquerres català d'origen aragonès (m. 2007).[5]
- 1935 - l'Hospitalet de Llobregat: Núria Espert, actriu catalana de teatre, cinema i televisió, directora teatral i operística.[6]
- 1946 - Barcelona: Maria Remei Hofmann i Roldós –Mey Hofmann– destacada cuinera catalana, pionera de l'hostaleria catalana (m. 2016).[7]
- 1954 - Barcelona: Aurora Chamorro i Gual, nedadora catalana, campiona de Catalunya i Espanya.[8]
- 1960 - València: Carme Manuel Cuenca, professora universitària de literatura, novel·lista, assagista, traductora i acadèmica de l'AVL.[9]

Resta del món
- 1456 - Castell de Warwick: Anna Neville, reina d'Anglaterra (m. 1485).[10]
- 1572 - Westminster, Regne Unit: Ben Jonson, dramaturg i poeta anglès (m. 1637).[11]
- 1654 - Verdun, França: Jean-François Gerbillon, jesuïta missioner a la Xina (m. 1707).[12]
- 1719 - Düsseldorf: Francesc Carles de Velbrück, príncep-bisbe de Lieja. (m. 1784).
- 1815 - Calcuta, Índia britànica: Julia Margaret Cameron, fotògrafa britànica (m. 1879).[13]
- 1843 - Kvívík, Illes Fèroe: Joen Danielsen, poeta feroès (m. 1926).
- 1847 - Aldeburgh, Suffolk,(Anglaterra): Millicent Fawcett, nascuda com a Millicent Garret, política pacifista i dirigent feminista britànica (m. 1929).[14]
- 1853 - Preußlitz: Emil Riebeck, explorador, mineralogista, etnòleg i naturalista alemany (m. 1885).
- 1864 - Múnic, Alemanya: Richard Strauss, compositor i director d'orquestra alemany (m. 1949).[15]
- 1877 - Londres, Anglaterra: Renée Vivien, poeta britànica que va escriure les seves obres en francès (m.1909).[16]
- 1880 - Missoula, Montana (EUA): Jeanette Rankin, política estatunidenca, primera dona triada a la Cambra de Representants dels Estats Units (m. 1973)[17]
- 1885 - Lleó, Espanya: Félix Gordón Ordás',' president del Govern de la República espanyola en l'exili. (m. 1973)
- 1895 - Nijni Nóvgorod (Rússia): Nikolai Bulganin (en rus: Никола́й Алекса́ндрович Булга́нин), militar i polític soviètic (m. 1975).[17]
- 1898 - Sant Sebastià: Felisa Martín Bravo, primera doctora en Física i primera dona a ingressar al Cuerpo Superior de Meteorologia d'Espanya (m. 1979).[18]
- 1910 - Sent Andriu de Cubzac (França): Jacques-Yves Cousteau, oficial de la marina, oceanògraf i cineasta francès (m. 1997).[19]
- 1919 - Dublín, Irlanda: Richard Todd, actor britànic. (m. 2009)
- 1928 - Madrid: Fabiola Mora y Aragón, aristòcrata espanyola que va esdevenir reina dels belgues.[20]
- 1931- Sedan, Ardenes (França): Frédérick Tristan, escriptor i poeta francès, Premi Goncourt de 1983.[21]
- 1937 - Adelaida (Austràlia). Robin Warren, patòleg australià, Premi Nobel de Medicina o Fisiologia de l'any 2005.[22]
- 1945 - El Caire, Egipte: Roland Moreno, inventor francès (m. 2012).[23]
- 1946 - Roma: Biancamaria Frabotta, poeta, crítica literària, periodista, docent universitària italiana.[24]
- 1959 - Oxford, Regne Unit: Hugh Laurie, actor britànic.
- 1961 - Màlaga: María Barranco, actriu espanyola de cinema, teatre i televisió.[25]
- 1976 - Santo Domingo, República Dominicana: Ines Thomas Almeida, cantant lírica, mezzosoprano.[26]
- 1980 - Martinsburg: Jennifer Armentrout, escriptora nord-americana de novel·les juvenils, també coneguda com a J. Lynn.[27]
- 1986 - Huanta (Perú): Magaly Solier Romero, actriu de cinema i cantautora peruana.[28]
- 1990 - Annecy, França: Christophe Lemaitre, atleta francès.[29]
- 1999:
  - Atlanta: Katelyn Nacon, actriu estatunidenca.
  - Aquisgrà: Kai Havertz, futbolista alemany.

## Necrològiques
Països Catalans
- 1876 Tortosa: Maria Rosa Molas i Vallvé -o mare Molas-, religiosa fundadora de les Germanes de la Consolació (61 anys)[30]
- 1892 - Le Havre: Giovanna Rossi-Caccia, soprano catalana que inaugurà el Liceu (n. 1818).[31]
- 1969 Barcelona: Joan Massià i Prats, violinista i compositor català (79 anys).
- 1994 - Montevideo: Manolita Piña de Rubies, xilògrafa i pintora noucentista catalana (111 anys).[32]
- 1996 Sant Pere de Ribes: Jordi Ginés i Soteras, conegut com a Gin, dibuixant d'humor i caricaturista català (65 anys).[33]
- 1999 - Tarragona: Lluís Maria Saumells i Panadés, escultor, dibuixant i pintor (84 anys).
- 2008 - València: Gonzalo Anaya, mestre, pedagog i catedràtic de filosofia espanyol (93/94 anys).
- 2020 - Barcelonaː Rosa Maria Sardà, actriu de teatre, cinema i televisió catalana (n. 1941).[34]

Resta del món
- 1557, Lisboa, Regne de Portugal: Joan III de Portugal, rei conegut com a Joan el Pietós (55 anys).
- 1604, Lió: Isabella Andreini, primera gran actriu italiana, que donà nom a l'arquetip de l'enamorada de la commedia dell'arte: Isabella (n. 1562).[35]
- 1852, Manziana, prop de Roma: Karl Briul·lov, pintor rus, considerat com la figura clau en la transició del neoclassicisme rus al romanticisme (n. 1799).[36]
- 1859, Viena, Imperi Austríac: Klemens Wenzel Lothar von Metternich, príncep de Metternich-Winneburg a Beilstein, polític austríac (86 anys)[14]
- 1891, Robertsbridge, Anglaterra: Barbara Bodichon, pedagoga i artista britànica, activista pels drets de les dones (n. 1827).[37]
- 1908, Charlottenburg, Berlín: Carl Müllerhartung, compositor i director d'orquestra alemany (n. 1834)[38]
- 1934, 
  - Bromma, Estocolm: Ester Almqvist, artista expressionista sueca (n. 1869).[39]
  - Belarús: Lev Vygotski, pedagog i psicòleg belarús (37 anys)
- 1944, Leverkusenː Gertrud Grunow, música i pedagoga alemanya a la Bauhaus (n.1870).[40]
- 1970, Nova York, EUA: Aleksandr Kérenski, advocat de professió, líder revolucionari rus que tingué un paper primordial en el derrocament del règim tsarista de Rússia (86 anys)[17]
- 1974, Rio de Janeiro: Eurico Gaspar Dutra, President de Brasil (91 anys)[41]
- 1979, Krefeld: Elisabeth Kadow, artista tèxtil alemanya, alumna de la Bauhaus (n. 1906).[42]
- 1988, Roma, Itàlia: Giuseppe Saragat, president de la República italiana (89 anys)[43]
- 1984: Enrico Berlinguer, polític italià (62 anys)[44]
- 1995. Londres (Anglaterra): Christoph von Fürer-Haimendorf, etnòleg d'origen austríac (n. 1909).
- 1996, Ascona, Suïssa: Brigitte Helm, actriu de cinema alemanya, protagonista de film mut Metropolis (1927) (n. 1906).[45]
- 1998, Seattle: Lucia Valentini Terrani, mezzosoprano italiana especialitzada en els papers de Rossini (59 anys)[46]
- 1999, Woodland Hills, Califòrnia: DeForest Kelley, actor estatunidenc (79 anys)
- 2001,
  - Terre Haute, Indiana (EUA): Timothy McVeigh, terrorista nord-americà, autor de l'Atemptat d'Oklahoma City el 1995 (n. 1968).[47]
  - Michoacán: Amalia Mendoza, cantant mexicana de ranxera i mariachi (n. 1923).[48]
- 2006, Toronto, Canadà: Suzanne Morrow, patinadora artística sobre gel canadenca (n. 1930).[49]
- 2011, Madridː Marina Vega de la Iglesia, lluitadora antifranquista amb la Resistència Francesa (n. 1923).[50]
- 2013, Oak Lawn, Illinois, Estats Units: Robert Fogel, Premi Nobel d'Economia de l'any 1993 (86 anys)[51]
- 2015, Manhattan: Ornette Coleman, destacat músic del moviment free-jazz, saxofonista, trompetista, violinista i compositor nord-americà (85 anys)[52]
- 2025 - Hawthorne: Brian Wilson, músic i productor musical nord-americà, líder i cofundador dels Beach Boys (n 1942).[53]

## Festes i commemoracions
- Dia Mundial de la lluita contra el càncer de pròstata.[54]

### Santoral

#### Església Catòlica
- Sants al Martirologi romà (2011):[55] Bernabé apòstol; Juan de Sahagún, agustí; Maria Rosa Molas i Vallvé fundadora de les Germanes de la Consolació; Màxim de Nàpols, bisbe i màrtir (segle iv); Rembert d'Hamburg, bisbe (888); Aleida de Schaerbeek, verge (1249); Parisi de Treviso, monjo camaldulès (1267); Paola Frassinetti, verge i fundadora (1882).
  - Beats Bardó de Magúncia, bisbe (1051); Iolanda de Polònia, abadessa (1298); Stefano Bandelli, dominic (1450); Maria Schininà Arezzo, fundadora (1910); Ignasi Choukrallah Maloyan, bisbe màrtir (1915).
- Sants: Blitari de Seganne (s. VII); Herebald de Bretanya, eremita (s. VIII); a Chioggia: Fèlix i Fortunat d'Aquileia (296).
- Beats Hug de Marchiennes, abat (1158); Tochumra de Kilmore, verge; Pere Rodrigues, Damià Vaz i companys, màrtirs (1242).
- Venerable Hildegard Burjan, laica (1933)
- Venerats a l'Orde de la Mercè: Màrtirs de Damiata.

#### Església Copta
- 4 Paoni: Martiris de sant Sanusi; Amó el Màrtir i Sofia; Joan d'Heraclea; Hor; Joan VIII d'Alexandria, papa (1320)

#### Església Ortodoxa (segons el calendari julià)
- Se celebren els corresponents al 24 de juny del calendari gregorià.

#### Església Ortodoxa (segons el calendari gregorià)
Corresponen al 29 de maig del calendari julià litúrgic:
- Sants Teodòsia de Tir, verge i màrtir; Joan d'Ustiug, foll per Crist (1494); Teodòsia de Constantinoble, verge i màrtir (726-730); Alexandre d'Alexandria, patriarca; Andreu, màrtir; Joan d'Esmirna, màrtir (1802); Olbià d'Aneus, hieromàrtir. Primer Concili Ecumènic (325); mort de Miquel de Valaam, monjo (1854).

#### Església d'Anglaterra
- Sant Bernabé apòstol.

#### Església Episcopal dels Estats Units
- Sant Bernabé apòstol.

#### Esglésies luteranes
- Sant Bernabé apòstol.